# 丸之內線
丸之內線（日语：／ Marunouchi sen */?）是一條由日本東京地下鐵營運的鐵路線，由連接東京都豐島區池袋站和杉並區荻窪站的本線與連接中野區中野坂上站和杉並區的方南町站的支線（通稱方南町支線）組成。鐵道要覽內的名稱為「4號線丸之內線」與「4號線丸之內線分岐線」。然而，新宿－荻窪段與中野坂上－方南町段於通車當時至1972年被稱為「荻窪線」。
路線名的由來為東京站附近的地名丸之內。1970年的町名變更導致千代田區的表記由改為，然而地下鐵路線之後繼續以未有更改的標記。
車體、路線圖與轉乘資訊使用的路線顏色為紅色。方南町支線的車輛為防止誤乘而附加黑色色帶。本線的路線記號為M、方南町支線為Mb（2016年11月中旬為止為m）。

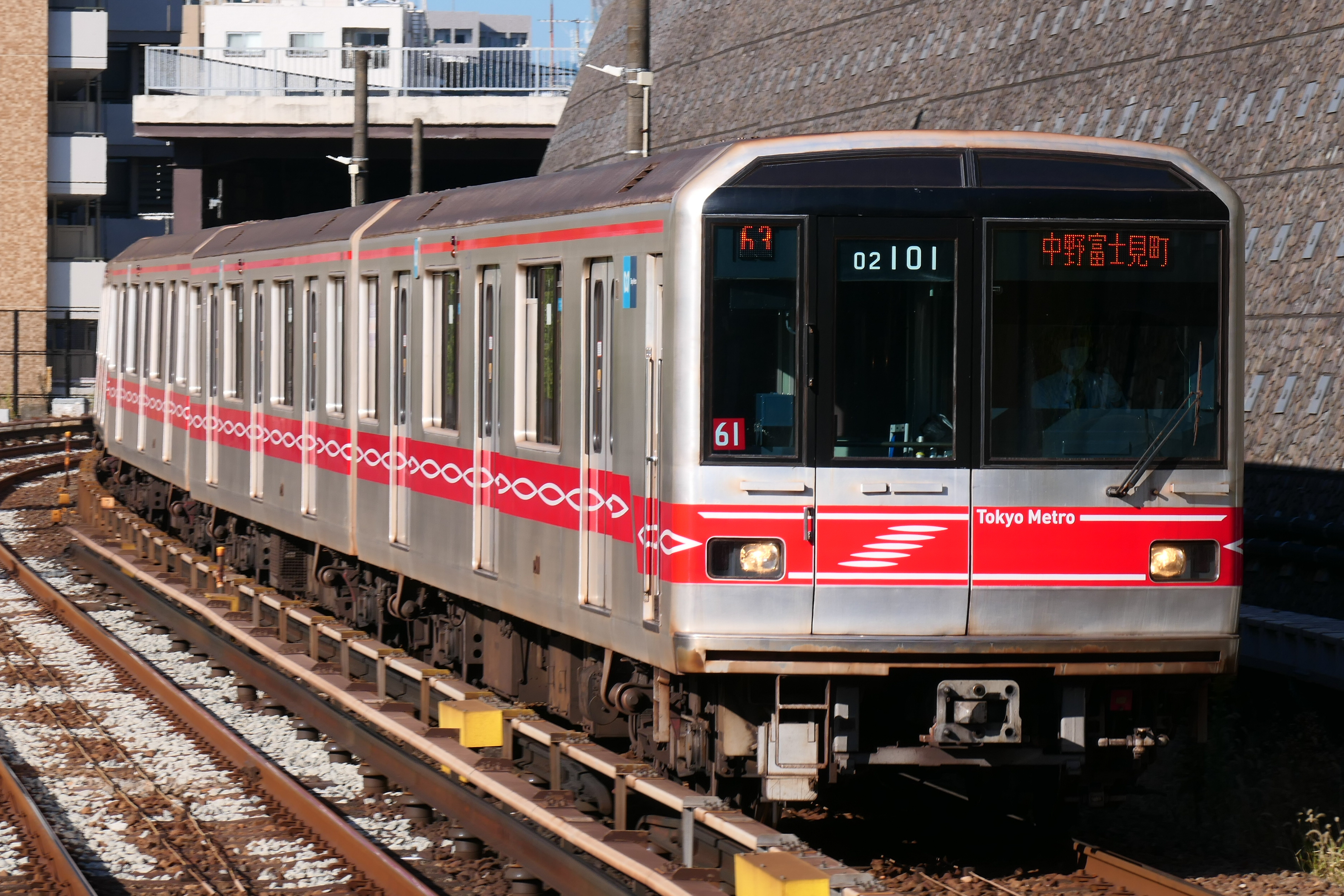
正駛入後樂園站的02系電聯車 (2022年11月)

## 路線資料
- 路線距離（營業距離）：
  - 本線：池袋－荻窪 24.2公里
  - 支線（方南町支線）：中野坂上－方南町 3.2公里
- 軌距：1,435毫米
- 站數：28個（本線25個（包括起終點站）、支線3個（不包含與主線共用的中野坂上站））
- 複線路段：全線
- 電氣化路段：全線（直流電 600 V、第三軌供電）
- 閉塞方式：速度控制式（東京地下鐵新CS-ATC）、ATO（全線）
- 列車無線（日语：列車無線）方式：誘導無線（日语：誘導無線）（IR）方式
- 最高速度：本線 75公里/小時、支線 65公里/小時
- 平均速度：本線 37.2公里/小時、支線 34.9公里/小時
- 表定速度（日语：表定速度）：本線 29.2公里/小時、支線 29.9公里/小時
- 車輛基地：中野檢車區（日语：中野車両基地）、中野檢車區小石川分室（日语：小石川車両基地）
- 地面路段：茗荷谷、後樂園、御茶之水、四谷各站附近 合計2.2公里
- 至2010年度為止本線與支線全部列車均以列車自動運行裝置（ATO）自動運行[7]。

## 簡介
丸之內線為二戰戰後東京第一條興建的地下鐵（原本在戰前已動工，但因太平洋戰爭爆發而在1941年暫緩工程），首段路線（池袋站～御茶之水站）於1954年通車。其後，荻窪-新宿的一段丸之內線開業後由於是獨立的運轉系統，曾稱為荻窪線。丸之內線也是首條以「帝都高速度交通營團」（東京地下鐵之前身）為事業主體興建的地下鐵路線。
此外，丸之內線也是唯一能夠直接在東京站搭乘的東京地下鐵路線。
2016年（平成28）統計，丸之內線每日運載量為131萬餘人，為東京地鐵載客量第二多的路線，僅次於東西線。

## 沿革

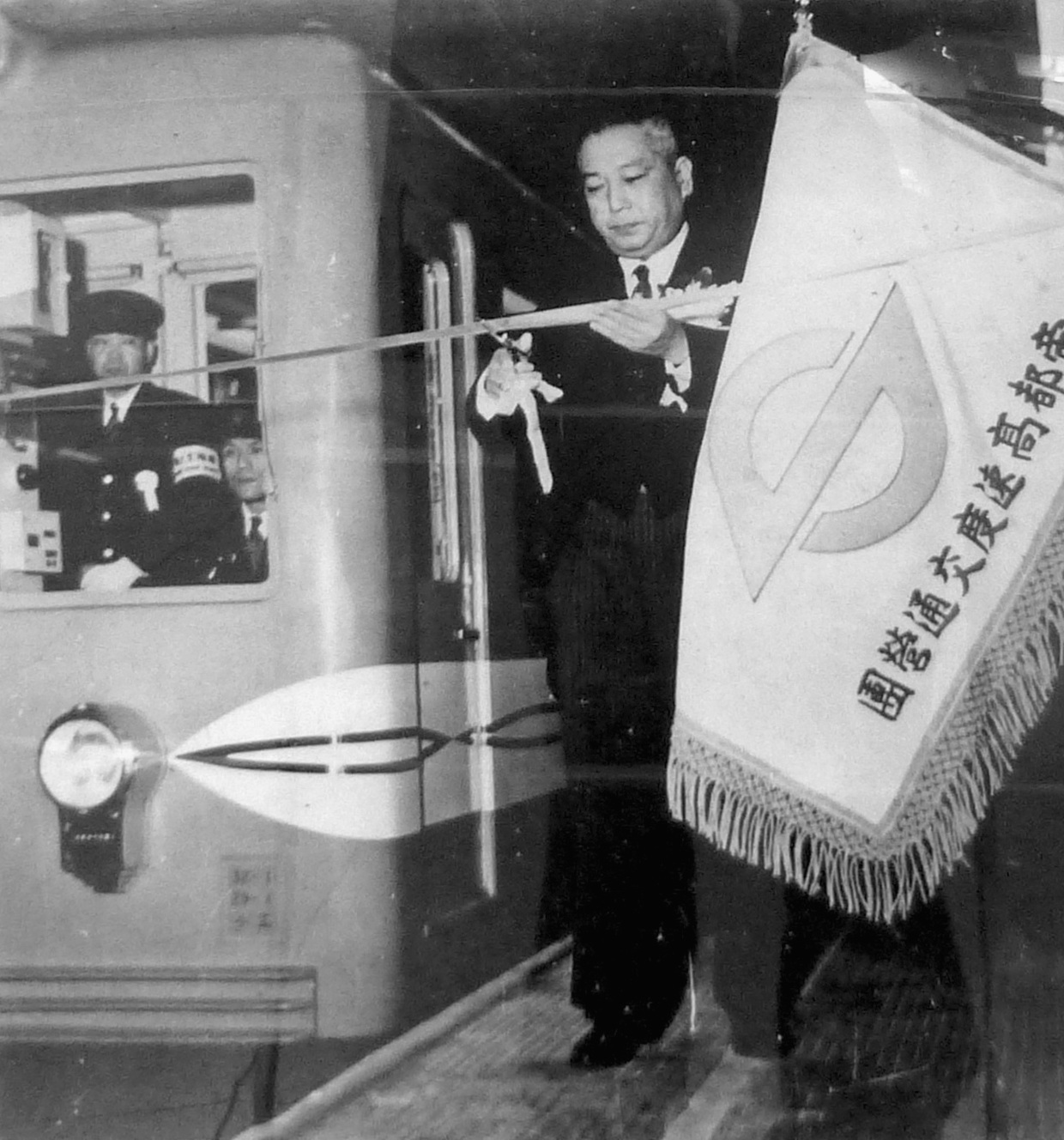
1954年通車紀念儀式。池袋站

- 1942年（昭和17年）6月5日：赤坂見附－四谷見附段舉行開工儀式[8]
- 1944年（昭和19年）6月16日：赤坂見附－四谷見附段停工[9]。
- 1949年（昭和24年）12月12日：確定興建第4號線池袋－神田段[10]。
- 1951年（昭和26年）
  - 3月30日：池袋－神田段舉行開工儀式[11]。
  - 4月20日：池袋－神田段開工[11]。
- 1952年（昭和27年）11月22日：建設計劃從原先池袋－神田改為池袋－御茶之水[12]。
- 1953年（昭和28年）
  - 9月19日：確定興建御茶之水－西銀座（銀座）段[13]。
  - 10月30日：認可更改途經地點為淡路町[13]。
  - 12月1日：確定第4號線池袋－新宿段稱為丸之內線[13]。
- 1954年（昭和29年）
  - 1月20日：池袋－御茶之水段（6.4公里）通車[13]。
  - 8月5日：御茶之水－東京段開工[14]。
- 1955年（昭和30年）8月29日：確定興建西銀座（銀座）－新宿段[14]。
- 1956年（昭和31年）
  - 1月15日：東京－西銀座（銀座）段開工[15]。
  - 3月20日：御茶之水－淡路町段（0.8公里）通車[15]。
  - 7月20日：淡路町－東京段（1.4公里）通車[15]。
  - 8月28日：西銀座（銀座）－新宿段開工[15]。
- 1957年（昭和32年）12月15日：東京－西銀座（銀座）段（1.1公里）通車[16]。
- 1958年（昭和33年）10月15日：西銀座（銀座）－霞關段（1.1公里）通車[17]。
- 1959年（昭和34年）
  - 3月14日：新宿－荻窪段與中野坂上－方南町段開工[17]。
  - 3月15日：霞關－新宿段（5.8公里）通車、丸之內線全線通車[17]。
- 1960年（昭和35年）10月21日：確定4號線新宿以西稱為荻窪線[18]。
- 1961年（昭和36年）
  - 2月8日：荻窪線新宿－新中野段（3.0公里）、中野坂上－中野富士見町段（1.9公里）通車[18]。
  - 11月1日：新中野－南阿佐谷段（3.1公里）通車[19]。
- 1962年（昭和37年）
  - 1月23日：南阿佐谷－荻窪段（1.5公里）通車[20]。
  - 3月23日：中野富士見町－方南町段（1.3公里）通車，荻窪線全線通車[20]。
- 1964年（昭和39年）
  - 8月29日：伴隨日比谷線霞關－東銀座段通車，西銀座站改稱銀座站[21]，與銀座線銀座站結合成綜合車站。
  - 9月18日：東高圓寺站啟用（新高圓寺－新中野段）[21]。
- 1968年（昭和43年）5月－7月：方南町支線以10輛2000型（日语：営団2000形電車）取代10輛100型（日语：営団100形電車）列車[22]。
- 1972年（昭和47年）4月1日：荻窪線與丸之內線統一名稱[23]。
- 1981年（昭和56年）11月16日：方南町支線用車輛以6列3節編組取代5列2節編組列車，增加載客量[24]。
- 1988年（昭和63年）10月17日：02系開始營業[25]。
- 1990年（平成2年）7月18日：空調車輛開始運行[26]。
- 1993年（平成5年）
  - 4月1日：02系的1編組作為廣告貸切列車（日语：広告貸切列車）「U-LINER」開始運行[27]（2005年9月運行終了）。
  - 7月6日：方南町支線2000型列車停止營運[28]。
- 1995年（平成7年）
  - 2月28日：本線500型列車停止營運。舊形車只限方南町支線使用。
  - 3月20日：發生東京地鐵沙林毒氣事件。
- 1996年（平成8年）
  - 5月28日：西新宿站啟用（中野坂上－新宿段）[29]。
  - 7月3日：方南町支線專用的02系80番台開始營業。
  - 7月18日：方南町支線500型列車停止營運。丸之內線的舊型列車全數退役。7月20日進行告別運行。至此，丸之內線完全空調化[29]。
- 1998年（平成10年）
  - 2月27日：實施全線CS-ATC化[30]。本線最高速度由65提升至75公里。
  - 3月7日：隨着CS-ATC化實行時刻表改正[30]。池袋－荻窪段減少2分鐘。
- 2004年（平成16年）
  - 4月1日：帝都高速度交通營團民營化，路線由東京地下鐵繼承。
  - 5月8日：中野坂上－方南町段設置月台閘門，中野新橋與中野富士見町2站設置電動步道。
  - 7月31日：方南町支線開始一人控制[31]（只限線內運行的3節編組列車）。
- 2005年（平成17年）
  - 3月：本線6節編組、為一人控制進行改造的車輛開始運行。
  - 9月：為方便月台閘門興建工程，霞關、四谷、新高圓寺各站改變停車位置。
- 2006年（平成18年）4月28日：池袋－荻窪段各站月台閘門興建工程開工。6月起至翌年2007年9月於各站依次設置。
- 2008年（平成20年）
  - 6月14日：池袋－荻窪段各站（除部分車站外）開始使用車外音樂。荻窪、中野富士見町方向曲名為、池袋方向曲名為[32]。
  - 12月27日：池袋－荻窪段開始以ATO運行。
- 2009年（平成21年）3月28日：池袋－荻窪段全線開始一人控制。[33]。
- 2010年（平成22年）5月：方南町支線3節編組列車開始ATO運行[34]。
- 2016年（平成28年）11月：為了方便訪日外國人遊客，方南町支線的方南町（m-03）、中野富士見町（m-04）、中野新橋（m-05）各站，為了在自動廣播在發音上區分車站編號在發音上相同的本線側新高圓寺（M-03）、東高圓寺（M-04）、新中野（M-05）各站方南町支線的路線記號由m（小楷的M）改為Mb[6]。
- 2018年（平成30年）
  - 9月－10月：各站依次設置新型電光目的地顯示器。
  - 10月17日：02系開始廢車輸送。
  - 12月：新宿三丁目站、淡路町站依次啟用接近廣播。
- 2019年（平成31年・令和元年）
  - 2月23日：2000系營業運行[35]。
  - 3月20日：最後的茗荷谷站啟用新的接近廣播，全線更新完成。
  - 7月5日：伴隨方南町站月台6節化完工，6節編組的池袋站－方南町站間開始直通運行[36]。
- 2020年（令和2年）6月6日：銀座站與有樂町線銀座一丁目站開始轉乘業務[37]。

## 運行形態
山手線新宿站－池袋站間呈張開的U字型路線，山手線內部相對短距離的流動較多，支線以外的路線時刻表構成與山手線類似，本線與支線列車在中野坂上站組成可以互相轉乘的排班。全線通行所需時間為本線49分40秒，支線6分25秒。

### 池袋站－荻窪站間
平日在新宿站－池袋站間早晚繁忙時間班次為約每1分半至2分鐘1班（日本班次密度最高），日間班次為每4分鐘1班。
基本上分為池袋站－荻窪站間全線運行的列車，及池袋站－方南町站間支線直通運行的列車（日間大概每20分鐘1班行駛池袋站－方南町站間路段）。為方便早晚與深夜進出車輛基地另外設定了池袋站－茗荷谷站與在中野富士見町站、新宿三丁目站、新宿站、中野坂上站始發終到的列車。
大晦日至元旦的通宵運行在池袋站－荻窪站間全線運行。最接近後樂園站的東京巨蛋舉辦演唱會等活動，為了應對人潮，於2010年代前半起在一部分時段加開通宵運行列車。這些加開列車的一部分只來往池袋站－銀座站間，通宵運行時只限每年1次，以銀座站到發（使用銀座站緊急渡線折返）。
車輛使用2000系與02系本線用6節編組。

### 中野坂上站－方南町站間
平日早晚繁忙時段約每4分1班，日間每6分40秒1班（當中直通本線班次每20分1班）。
基本上分為在中野坂上站－方南町站間來回的列車與池袋站－方南町站間的本線直通列車。早晚與深夜有池袋站－中野富士見町站間的列車、早上與假日黃昏由中野富士見町開往方南町的列車、因入庫平日末班車起只有2班荻窪開往中野富士見町的列車（在中野坂上站轉換方向）。
車輛基本上分為方南町支線專用車的02系80番台3節編組與本線直通運行用的02系、2000系6節編組。現在使用中的支線專用02系80番台是自開業以來首次為方南町支線專門新製的車輛，與本線統一為目的的列車於1996年登場。在此之前除了與本線的直通列車，曾經用於銀座線的100型（1968年5月停運）、2000型（1993年7月停運）、在本線不再使用的500型（1996年7月停運）都曾經是非空調車輛的主力。

## 使用車輛

### 現時使用車輛
- 2000系（6節編組）

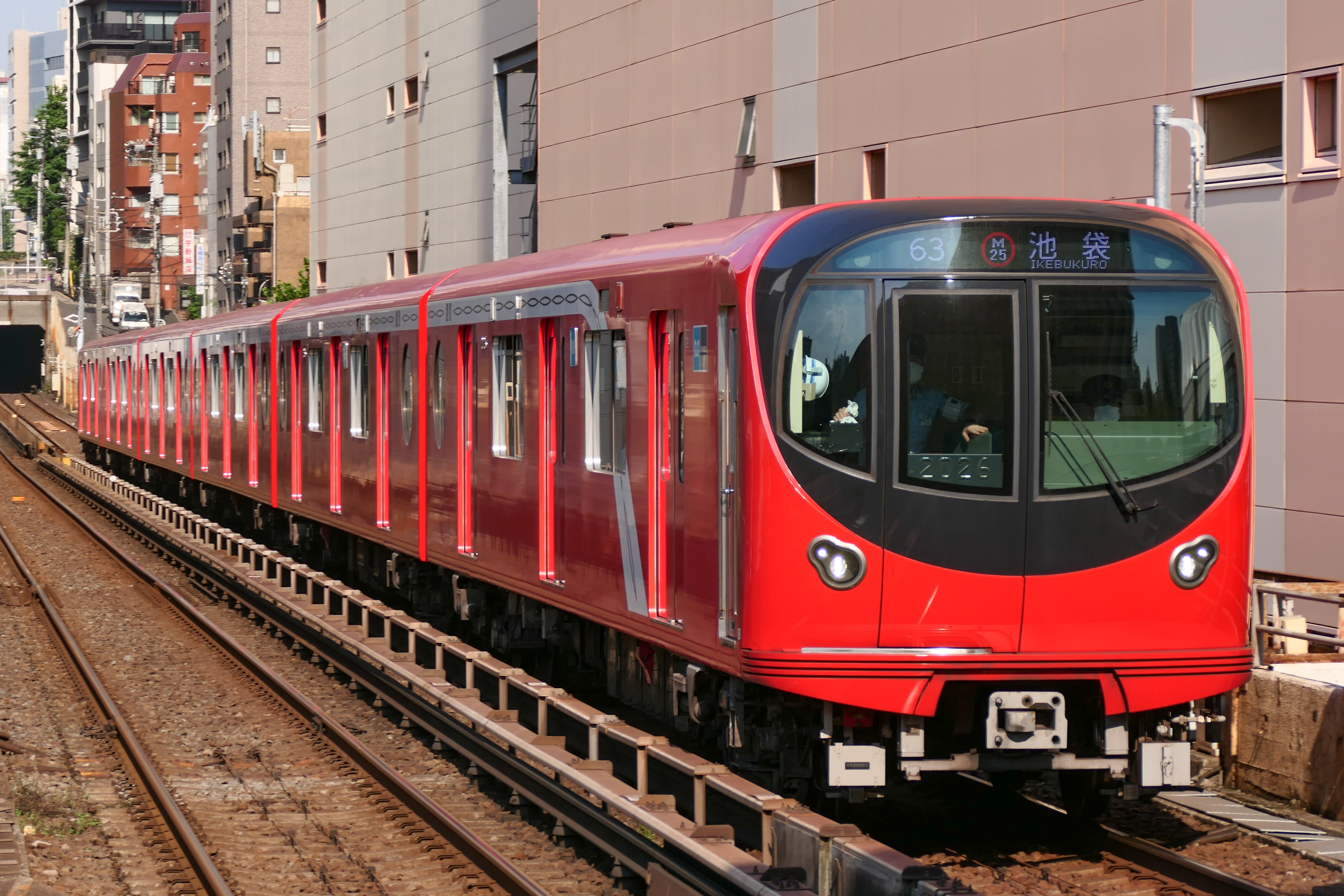
2000系（2022年7月1日 / 本鄉三丁目站－後樂園站間）

### 過去使用車輛
- 300型（日语：営団500形電車）
- 400型（日语：営団500形電車）
- 500型（日语：営団500形電車）
- 900型（日语：営団500形電車）
- 100型（日语：東京高速鉄道100形電車）（方南町支線專用）
- 2000型（日语：営団2000形電車）（同上）
- 02系80番台（支線專用3節編組）
- 02系（6節編組）

## 車站列表
- 車站編號往B線方向（荻窪往池袋的方向）增加。正式起點站為池袋，但車站編號從荻窪側開始計算。
- 所有車站皆位於東京都內。

### 本線
| 車站編號 | 中文站名                  | 日文站名 | 英文站名 | 站間距離 | 累計距離 | 接續路線、備註 | 所在地   |
| -------- | ------------------------- | -------- | -------- | -------- | -------- | --- | -------- |
| M-01     | 荻窪                      |          |          | -        | 0.0      | 東日本旅客鐵道： 中央線（快速）（JC09）、 中央線（各站停車）（JB04） | 杉並區   |
| M-02     | 南阿佐谷                  |          |          | 1.5      | 1.5      | | 杉並區   |
| M-03     | 新高圓寺                  |          |          | 1.2      | 2.7      | | 杉並區   |
| M-04     | 東高圓寺                  |          |          | 0.9      | 3.6      | | 杉並區   |
| M-05     | 新中野                    |          |          | 1.0      | 4.6      | | 中野區   |
| M-06     | 中野坂上                  |          |          | 1.1      | 5.7      | 東京地下鐵： 方南町支線（一部分列車直通運行至方南町） 都營地下鐵： 大江戶線（E-30） | 中野區   |
| M-07     | 西新宿 （東京醫大醫院前） |          |          | 1.1      | 6.8      | | 新宿區   |
| M-08     | 新宿                      |          |          | 0.8      | 7.6      | 都營地下鐵： 大江戶線（新宿西口：E-01） 東日本旅客鐵道： 埼京線（JA11）、 湘南新宿線（JS20）、 中央線（快速）（JC05）、 中央線（各站停車）（JB10）、 山手線（JY17） 京王電鐵： 京王線（KO01）、 京王新線（KO01） 小田急電鐵： 小田原線（OH01） 西武鐵道： 新宿線（西武新宿：SS01） | 新宿區   |
| M-09     | 新宿三丁目 （伊勢丹前）   |          |          | 0.3      | 7.9      | 東京地下鐵： 副都心線（F-13） 都營地下鐵： 新宿線（S-02） | 新宿區   |
| M-10     | 新宿御苑前                |          |          | 0.7      | 8.6      | | 新宿區   |
| M-11     | 四谷三丁目                |          |          | 0.9      | 9.5      | | 新宿區   |
| M-12     | 四谷                      |          |          | 1.0      | 10.5     | 東京地下鐵： 南北線（N-08） 東日本旅客鐵道： 中央線（快速）（JC04）、 中央線（各站停車）（JB14） | 新宿區   |
| M-13     | 赤坂見附                  |          |          | 1.3      | 11.8     | 東京地下鐵： 銀座線（G-05）、 有樂町線（永田町：Y-16）、 半藏門線（永田町：Z-04）、 南北線（永田町：N-07） | 港區     |
| M-14     | 國會議事堂前              |          |          | 0.9      | 12.7     | 東京地下鐵： 千代田線（C-07）、 銀座線（溜池山王：G-06）、 南北線（溜池山王：N-06） | 千代田區 |
| M-15     | 霞關                      |          |          | 0.7      | 13.4     | 東京地下鐵： 日比谷線（H-07）、 千代田線（C-08） | 千代田區 |
| M-16     | 銀座                      |          |          | 1.0      | 14.4     | 東京地下鐵： 銀座線（G-09）、 日比谷線（H-09）、 有樂町線（銀座一丁目：Y-19） 有地下通道通往東銀座站、日比谷站、有樂町站 | 中央區   |
| M-17     | 東京                      |          |          | 1.1      | 15.5     | 東日本旅客鐵道： 東北新幹線、山形新幹線、秋田新幹線、上越新幹線、北陸新幹線、 中央線（JC01）、 山手線（JY01）、 京濱東北線（JK26）、 東海道線（JT01）、 橫須賀·總武快速線（JO19）、 京葉線（JE01） 東海旅客鐵道： 東海道新幹線 有地下通道通往大手町站、二重橋前站                  | 千代田區 |
| M-18     | 大手町 （產經前）         |          |          | 0.6      | 16.1     | 東京地下鐵： 東西線（T-09）、 千代田線（C-11）、 半藏門線（Z-08） 都營地下鐵： 三田線（I-09） | 千代田區 |
| M-19     | 淡路町                    |          |          | 0.9      | 17.0     | 東京地下鐵： 千代田線（新御茶之水：C-12） 都營地下鐵： 新宿線（小川町：S-07） | 千代田區 |
| M-20     | 御茶之水                  |          |          | 0.8      | 17.8     | 東日本旅客鐵道： 中央線（快速）（JC03）、 中央·總武線（各站停車）（JB18） | 文京區   |
| M-21     | 本鄉三丁目                |          |          | 0.8      | 18.6     | 都營地下鐵： 大江戶線（E-08） | 文京區   |
| M-22     | 後樂園                    |          |          | 0.8      | 19.4     | 東京地下鐵： 南北線（N-11） 都營地下鐵： 三田線（春日：I-12）、 大江戶線（春日：E-07） | 文京區   |
| M-23     | 茗荷谷                    |          |          | 1.8      | 21.2     | | 文京區   |
| M-24     | 新大塚                    |          |          | 1.2      | 22.4     | | 文京區   |
| M-25     | 池袋                      |          |          | 1.8      | 24.2     | 東京地下鐵： 有樂町線（Y-09）、 副都心線（F-09） 東日本旅客鐵道： 埼京線（JA12）、 湘南新宿線（JS21）、 山手線（JY13） 西武鐵道： 池袋線（SI01） 東武鐵道： 東上本線（TJ-01） | 豐島區   |

1. ↑  與都營新宿線、都營大江戶線的新宿站沒有連絡業務。
2. ↑  必須到地面出站

### 方南町支線
| 車站編號 | 中文站名     | 日文站名 | 英文站名 | 站間距離 | 累計距離 | 接續路線、備註                                                                                      | 所在地 |
| -------- | ------------ | -------- | -------- | -------- | -------- | --------------------------------------------------------------------------------------------------- | ------ |
| Mb-03    | 方南町       |          |          | -        | 0.0      | | 杉並區 |
| Mb-04    | 中野富士見町 |          |          | 1.3      | 1.3      | | 中野區 |
| Mb-05    | 中野新橋     |          |          | 0.6      | 1.9      | | 中野區 |
| M-06     | 中野坂上     |          |          | 1.3      | 3.2      | 東京地下鐵： 丸之內線 部分列車直通運行至池袋站、荻窪站（只限早上1班） 都營地下鐵： 大江戶線（E-30） | 中野區 |

### 來源
1. ↑  東京地下鉄道丸ノ内線建設史（下巻）、p.8。
2. ↑  東京地下鉄道丸ノ内線建設史（下巻）、p.249。
3. 1 2  東京地下鉄道荻窪線建設史、p.138。
4. ↑  東京地下鉄道丸ノ内線建設史（下巻）、pp.249 - 250。
5. ↑  . 東京都.   [2021-07-31]. （原始内容 (XLS)存档于2022-03-27）.
6. 1 2 3   (PDF) (新闻稿). 東京地下鉄. 2016-11-04  [2020-03-09]. （原始内容存档 (PDF)于2020-03-08） （日语）.
7. ↑  レールアンドテック出版「鉄道車両と技術」No.177記事「ATOの技術」参照。
8. ↑  帝都高速度交通営団史、p.563。
9. ↑  帝都高速度交通営団史、p.564。
10. ↑  帝都高速度交通営団史、p.568。
11. 1 2  帝都高速度交通営団史、p.569。
12. ↑  帝都高速度交通営団史、p.570。
13. 1 2 3 4  帝都高速度交通営団史、p.571。
14. 1 2  帝都高速度交通営団史、p.572。
15. 1 2 3 4  帝都高速度交通営団史、p.573。
16. ↑  帝都高速度交通営団史、p.575。
17. 1 2 3  帝都高速度交通営団史、p.576。
18. 1 2  帝都高速度交通営団史、p.578。
19. ↑  帝都高速度交通営団史、p.579。
20. 1 2  帝都高速度交通営団史、p.580。
21. 1 2  帝都高速度交通営団史、p.583。
22. ↑  帝都高速度交通営団史、p.587。
23. ↑  帝都高速度交通営団史、pp.591。
24. ↑  帝都高速度交通営団史、p.600。
25. ↑  帝都高速度交通営団史、p.606。
26. ↑  帝都高速度交通営団史、p.608。
27. ↑  帝都高速度交通営団史、p.611。
28. ↑  帝都高速度交通営団史、p.612。
29. 1 2  帝都高速度交通営団史、p.616。
30. 1 2  帝都高速度交通営団史、p.618。
31. ↑  . RAIL FAN (鉄道友の会). 2004年11月号, 51 (11): 26.
32. ↑  .   [2016-07-05]. （原始内容存档于2014-02-22）.
33. ↑   (新闻稿). 東京地下鉄. 2009-03-13  [2020-03-09]. （原始内容存档于2019-01-12） （日语）.
34. ↑  レールアンドテック出版「鉄道車両と技術」No.177記事「ATOの技術」参照。
35. ↑   (PDF) (新闻稿). 東京地下鉄. 2019-02-19  [2020-03-09]. （原始内容存档 (PDF)于2019-02-20） （日语）.
36. ↑   (PDF) (新闻稿). 東京地下鉄. 2019-06-06  [2020-03-09]. （原始内容存档 (PDF)于2019-06-16） （日语）.
37. ↑   (PDF) (新闻稿). 東京地下鉄. 2020-05-14  [2020-05-14]. （原始内容存档 (PDF)于2020-05-14） （日语）.
38. ↑  2016～2017大晦日～元旦の電車ダイヤまとめ【カウントダウンスポット別】 （页面存档备份，存于） - 鉄道新聞

## 外部連結
- 丸之內線/M | 路線、車站資訊 | 東京地下鐵（页面存档备份，存于）